# 柳家亀太郎
柳家 亀太郎（やなぎや かめたろう、1959年1月8日 - ）は、落語協会に所属する三味線漫談家。本名∶町田 時久。

## 経歴
1977年2月、父である三代目柳家亀松に入門。3月に城西大学附属城西高等学校を卒業。
1978年9月、師匠と共に初高座。1988年3月よりひとり高座になる。